# Championnat d'Espagne de football 2023-2024
Navigation
Édition précédente Édition suivante
La saison 2023-2024 est la 93e édition du championnat d'Espagne de football et la première sous l'appellation LaLiga EA Sports. Elle oppose les vingt meilleurs clubs d'Espagne en une série de trente-huit journées.
Le FC Barcelone défend son titre face aux 19 autres équipes dont trois promus de deuxième division.
Six places qualificatives pour les compétitions européennes sont attribuées par le biais du championnat (4 places directes en Ligue des champions 2024-2025, 1 place directe en Ligue Europa 2024-2025 et 1 place pour les barrages en Ligue Conférence 2024-2025). Une autre place qualificative pour la Ligue Europa sera garantie au vainqueur de la Coupe du Roi. Les trois derniers du championnat sont relégués en deuxième division.

## Participants
| \| Alavés Almería Athletic Atl. Madrid Barcelone Betis Cadix Celta Getafe Girona Grenade Las Palmas Majorque Osasuna Vallecano Real Madrid Real Sociedad Séville Valence Villarreal \| Localisation des clubs engagés dans le championnat. |
| Alavés Almería Athletic Atl. Madrid Barcelone Betis Cadix Celta Getafe Girona Grenade Las Palmas Majorque Osasuna Vallecano Real Madrid Real Sociedad Séville Valence Villarreal                                                           |

### Nombre d'équipes par communauté autonome
| Nombre | Communautés autonomes  | Équipes                                                      |
| ------ | ---------------------- | ------------------------------------------------------------ |
| 5      | Andalousie             | UD Almería, Cadix CF, Grenade CF, Real Betis et Séville FC   |
| 4      | Communauté de Madrid   | Atlético de Madrid, Getafe CF, Rayo Vallecano et Real Madrid |
| 3      | Pays basque            | Deportivo Alavés, Athletic Club et Real Sociedad             |
| 2      | Catalogne              | FC Barcelone et Girona FC                                    |
| 2      | Communauté valencienne | Valence CF et Villarreal CF                                  |
| 1      | Îles Baléares          | RCD Majorque                                                 |
| 1      | Îles Canaries          | UD Las Palmas                                                |
| 1      | Galice                 | Celta de Vigo                                                |
| 1      | Navarre                | CA Osasuna                                                   |

### Participants
Un total de vingt équipes participent au championnat, les dix-sept maintenus de la saison précédente, auxquelles s'ajoutent trois promus de deuxième division : Grenade CF, UD Las Palmas et le Deportivo Alavés (vainqueur des barrages).
Ces trois clubs remplacent les relégués Real Valladolid, Espanyol de Barcelone et Elche CF.
Légende des couleurs
- Phase de groupes de la Ligue des champions 2023-2024
- Phase de groupes de la Ligue Europa 2023-2024
- Barrages de la Ligue Europa Conférence 2023-2024
- Promu de LaLiga SmartBank 2022-2023

| Club               | Se maintient depuis | Classement 2022-2023 | Entraîneur            | Depuis | Stade                  | Capacité théorique | Nombre de saison en Liga |
| ------------------ | ------------------- | -------------------- | --------------------- | ------ | ---------------------- | ------------------ | ------------------------ |
| FC Barcelone       | 1929                | 1er                  | Xavi                  | 2021   | Lluís Companys         | 55 926             | 92                       |
| Real Madrid        | 1929                | 2e                   | Carlo Ancelotti       | 2021   | Santiago Bernabéu      | 81 044             | 92                       |
| Atlético de Madrid | 2002                | 3e                   | Diego Simeone         | 2011   | Cívitas Metropolitano  | 68 456             | 86                       |
| Real Sociedad      | 2010                | 4e                   | Imanol Alguacil       | 2018   | Reale Arena            | 39 500             | 76                       |
| Villarreal CF      | 2013                | 5e                   | Marcelino             | 2023   | La Cerámica            | 24 890             | 23                       |
| Real Betis         | 2015                | 6e                   | Manuel Pellegrini     | 2020   | Benito Villamarín      | 60 721             | 57                       |
| CA Osasuna         | 2019                | 7e                   | Jagoba Arrasate       | 2018   | El Sadar               | 23 576             | 41                       |
| Athletic Club      | 1929                | 8e                   | Ernesto Valverde      | 2022   | San Mamés              | 53 289             | 92                       |
| RCD Majorque       | 2021                | 9e                   | Javier Aguirre        | 2022   | Son Moix               | 23 142             | 30                       |
| Girona FC          | 2022                | 10e                  | Míchel                | 2021   | Montilivi              | 13 500             | 3                        |
| Rayo Vallecano     | 2021                | 11e                  | Iñigo Pérez           | 2024   | Vallecas               | 14 708             | 20                       |
| Séville FC         | 2001                | 12e                  | Quique Sánchez Flores | 2023   | Ramón Sánchez Pizjuán  | 43 883             | 79                       |
| Celta de Vigo      | 2012                | 13e                  | Claudio Giráldez      | 2024   | Abanca-Balaídos        | 29 000             | 57                       |
| Cadix CF           | 2020                | 14e                  | Mauricio Pellegrino   | 2024   | Ramón de Carranza      | 20 724             | 15                       |
| Getafe CF          | 2017                | 15e                  | José Bordalás         | 2023   | Coliseum Alfonso Pérez | 17 393             | 18                       |
| Valence CF         | 1987                | 16e                  | Rubén Baraja          | 2023   | Mestalla               | 53 000             | 88                       |
| UD Almería         | 2022                | 17e                  | Pepe Mel              | 2024   | Power Horse Stadium    | 15 000             | 7                        |
| Grenade CF         | 2023                | 1er (Liga 2)         | José Ramón Sandoval   | 2024   | Nuevo Los Cármenes     | 19 336             | 26                       |
| UD Las Palmas      | 2023                | 2e (Liga 2)          | Xavi García Pimienta  | 2022   | Gran Canaria           | 31 250             | 34                       |
| Deportivo Alavés   | 2023                | 4e (Liga 2)          | Luis García           | 2022   | Mendizorroza           | 19 840             | 17                       |

1. 1 2 3  On ne peut pas exactement parler de promotion pour ces clubs puisqu'ils ont directement rejoint la Liga dès 1929, date de création de ce championnat. Depuis cette date, ils n'ont jamais connu de relégation.

### Changements d'entraîneur
| Club           | Entraîneur partant   | Motif du départ  | Date de départ    | Position   | Entraîneur arrivant         | Date d'arrivée    |
| -------------- | -------------------- | ---------------- | ----------------- | ---------- | --------------------------- | ----------------- |
| UD Almería     | Rubi                 | Fin de contrat   | 5 juin 2023       | Pré-saison | Vicente Moreno              | 17 juin 2023      |
| Rayo Vallecano | Andoni Iraola        | Fin de contrat   | 5 juin 2023       | Pré-saison | Francisco                   | 28 juin 2023      |
| Celta de Vigo  | Carlos Carvalhal     | Fin de contrat   | 10 juin 2023      | Pré-saison | Rafael Benítez              | 23 juin 2023      |
| Villarreal CF  | Quique Setién        | Renvoi           | 5 septembre 2023  | 15e        | Pacheta                     | 9 septembre 2023  |
| UD Almería     | Vicente Moreno       | Renvoi           | 29 septembre 2023 | 20e        | Alberto Lasarte (intérim)   | 29 septembre 2023 |
| Séville FC     | José Luis Mendilibar | Renvoi           | 8 octobre 2023    | 14e        | Diego Alonso                | 10 octobre 2023   |
| UD Almería     | Alberto Lasarte      | Fin de l'intérim | 8 octobre 2023    | 20e        | Gaizka Garitano             | 8 octobre 2023    |
| Villarreal CF  | Pacheta              | Renvoi           | 10 novembre 2023  | 13e        | Miguel Ángel Tena (intérim) | 10 novembre 2023  |
| Villarreal CF  | Miguel Ángel Tena    | Fin de l'intérim | 13 novembre 2023  | 14e        | Marcelino                   | 13 novembre 2023  |
| Grenade CF     | Paco López           | Renvoi           | 26 novembre 2023  | 19e        | Alexander Medina            | 27 novembre 2023  |
| Séville FC     | Diego Alonso         | Renvoi           | 16 décembre 2023  | 16e        | Quique Sánchez Flores       | 18 décembre 2023  |
| Cadix CF       | Sergio González      | Renvoi           | 23 janvier 2024   | 18e        | Mauricio Pellegrino         | 24 janvier 2024   |
| Rayo Vallecano | Francisco            | Renvoi           | 13 février 2024   | 14e        | Iñigo Pérez                 | 15 février 2024   |
| Celta de Vigo  | Rafael Benítez       | Renvoi           | 12 mars 2024      | 17e        | Claudio Giráldez            | 12 mars 2024      |
| UD Almería     | Gaizka Garitano      | Renvoi           | 13 mars 2024      | 20e        | Pepe Mel                    | 13 mars 2024      |
| Grenade CF     | Alexander Medina     | Renvoi           | 19 mars 2024      | 19e        | José Ramón Sandoval         | 19 mars 2024      |

## Compétition

### Classement
Le classement est basé sur le barème de points classique (victoire à 3 points, match nul à 1, défaite à 0).
Pour départager les égalités, on tient d'abord compte des points en confrontations directes, puis de la différence de buts en confrontations directes, puis de la différence de buts générale, puis du nombre de buts marqués et enfin du nombre de points de fair-play.
| Rang | Équipe             | Pts | J  | G  | N  | P  | Bp | Bc | Diff |
| ---- | ------------------ | --- | -- | -- | -- | -- | -- | -- | ---- |
| 1    | Real Madrid S C1   | 95  | 38 | 29 | 8  | 1  | 87 | 26 | +61  |
| 2    | FC Barcelone T     | 85  | 38 | 26 | 7  | 5  | 79 | 44 | +35  |
| 3    | Girona FC          | 81  | 38 | 25 | 6  | 7  | 85 | 46 | +39  |
| 4    | Atlético de Madrid | 76  | 38 | 24 | 4  | 10 | 70 | 43 | +27  |
| 5    | Athletic Club C    | 68  | 38 | 19 | 11 | 8  | 61 | 37 | +24  |
| 6    | Real Sociedad      | 60  | 38 | 16 | 12 | 10 | 51 | 39 | +12  |
| 7    | Real Betis         | 57  | 38 | 14 | 15 | 9  | 48 | 45 | +3   |
| 8    | Villarreal CF      | 53  | 38 | 14 | 11 | 13 | 65 | 65 | 0    |
| 9    | Valence CF         | 49  | 38 | 13 | 10 | 15 | 40 | 45 | -5   |
| 10   | Deportivo Alavés P | 46  | 38 | 12 | 10 | 16 | 36 | 46 | -10  |
| 11   | CA Osasuna         | 45  | 38 | 12 | 9  | 17 | 45 | 56 | -11  |
| 12   | Getafe CF          | 43  | 38 | 10 | 13 | 15 | 42 | 54 | -12  |
| 13   | Celta de Vigo      | 41  | 38 | 10 | 11 | 17 | 46 | 57 | -11  |
| 14   | Séville FC         | 41  | 38 | 10 | 11 | 17 | 48 | 54 | -6   |
| 15   | RCD Majorque       | 40  | 38 | 8  | 16 | 14 | 33 | 44 | -11  |
| 16   | UD Las Palmas P    | 40  | 38 | 10 | 10 | 18 | 33 | 47 | -14  |
| 17   | Rayo Vallecano     | 38  | 38 | 8  | 14 | 16 | 29 | 48 | -19  |
| 18   | Cadix CF           | 33  | 38 | 6  | 15 | 17 | 26 | 55 | -29  |
| 19   | UD Almería         | 21  | 38 | 3  | 12 | 23 | 43 | 75 | -32  |
| 20   | Grenade CF P       | 21  | 38 | 4  | 9  | 25 | 38 | 79 | -41  |

Qualifications européennes
Ligue des champions 2024-2025
- 1er à 4e : phase de ligue

Ligue Europa 2024-2025
- 5e et 6e : phase de ligue

Ligue Conférence 2024-2025
- 7e : tour de barrage - voie principale

Relégation
- 18e à 20e : relégation en LaLiga 2

Abréviations
- T : Tenant du titre
- C : Vainqueur de la Coupe du Roi 2023-2024
- S : Vainqueur de la Supercoupe d'Espagne 2023-2024
- C1 : Vainqueur de la Ligue des champions 2023-2024
- P : Promus de LaLiga SmartBank

### Domicile et extérieur
| Rang | Équipe             | Pts | J  | G  | N | P  | Bp | Bc | Diff |
| ---- | ------------------ | --- | -- | -- | - | -- | -- | -- | ---- |
| 1    | Real Madrid        | 50  | 19 | 16 | 3 | 0  | 48 | 9  | +39  |
| 2    | Atlético de Madrid | 49  | 19 | 16 | 1 | 2  | 42 | 22 | +20  |
| 3    | Girona FC          | 47  | 19 | 15 | 2 | 2  | 53 | 20 | +33  |
| 4    | FC Barcelone       | 46  | 19 | 15 | 1 | 3  | 43 | 21 | +22  |
| 5    | Athletic Club      | 42  | 19 | 12 | 6 | 1  | 42 | 18 | +24  |
| 6    | Real Betis         | 34  | 19 | 9  | 7 | 3  | 27 | 19 | +8   |
| 7    | Deportivo Alavés   | 31  | 19 | 9  | 4 | 6  | 22 | 13 | +9   |
| 8    | Real Sociedad      | 30  | 19 | 8  | 6 | 5  | 26 | 20 | +6   |
| 9    | Valence CF         | 30  | 19 | 8  | 6 | 5  | 20 | 14 | +6   |
| 10   | Getafe CF          | 29  | 19 | 8  | 5 | 6  | 20 | 22 | -2   |
| 11   | Villarreal CF      | 26  | 19 | 7  | 5 | 7  | 36 | 32 | +4   |
| 12   | RCD Majorque       | 26  | 19 | 6  | 8 | 5  | 17 | 16 | +1   |
| 13   | UD Las Palmas      | 24  | 19 | 6  | 6 | 7  | 20 | 20 | 0    |
| 14   | Celta de Vigo      | 24  | 19 | 6  | 6 | 7  | 21 | 23 | -2   |
| 15   | Cadix CF           | 24  | 19 | 5  | 9 | 5  | 16 | 19 | -3   |
| 16   | Séville FC         | 23  | 19 | 6  | 5 | 8  | 27 | 27 | 0    |
| 17   | CA Osasuna         | 23  | 19 | 6  | 5 | 8  | 19 | 26 | -7   |
| 18   | Rayo Vallecano     | 20  | 19 | 4  | 8 | 7  | 18 | 26 | -8   |
| 19   | Grenade CF         | 18  | 19 | 4  | 6 | 9  | 24 | 32 | -8   |
| 20   | UD Almería         | 11  | 19 | 1  | 8 | 10 | 22 | 36 | -14  |

| Rang | Équipe             | Pts | J  | G  | N | P  | Bp | Bc | Diff |
| ---- | ------------------ | --- | -- | -- | - | -- | -- | -- | ---- |
| 1    | Real Madrid        | 44  | 19 | 13 | 5 | 1  | 39 | 17 | +22  |
| 2    | FC Barcelone       | 39  | 19 | 11 | 6 | 2  | 36 | 23 | +13  |
| 3    | Girona FC          | 34  | 19 | 10 | 4 | 5  | 32 | 26 | +6   |
| 4    | Real Sociedad      | 30  | 19 | 8  | 6 | 5  | 25 | 19 | +6   |
| 5    | Atlético de Madrid | 27  | 19 | 8  | 3 | 8  | 28 | 21 | +7   |
| 6    | Villarreal CF      | 27  | 19 | 7  | 6 | 6  | 30 | 33 | -3   |
| 7    | Athletic Club      | 26  | 19 | 7  | 5 | 7  | 19 | 19 | 0    |
| 8    | Real Betis         | 23  | 19 | 5  | 8 | 6  | 21 | 26 | -5   |
| 9    | CA Osasuna         | 22  | 19 | 6  | 4 | 9  | 26 | 30 | -4   |
| 10   | Valence CF         | 19  | 19 | 5  | 4 | 10 | 20 | 31 | -11  |
| 11   | Séville FC         | 18  | 19 | 4  | 6 | 9  | 21 | 27 | -6   |
| 12   | Rayo Vallecano     | 18  | 19 | 4  | 6 | 9  | 11 | 22 | -11  |
| 13   | Celta de Vigo      | 17  | 19 | 4  | 6 | 9  | 25 | 34 | -9   |
| 14   | UD Las Palmas      | 16  | 19 | 4  | 4 | 11 | 13 | 27 | -14  |
| 15   | Deportivo Alavés   | 15  | 19 | 3  | 6 | 10 | 13 | 27 | -14  |
| 16   | Getafe CF          | 14  | 19 | 2  | 8 | 9  | 22 | 32 | -10  |
| 17   | RCD Majorque       | 14  | 19 | 2  | 8 | 9  | 16 | 28 | -12  |
| 18   | UD Almería         | 10  | 19 | 2  | 4 | 13 | 21 | 39 | -18  |
| 19   | Cadix CF           | 9   | 19 | 1  | 6 | 12 | 10 | 36 | -26  |
| 20   | Grenade CF         | 3   | 19 | 0  | 3 | 16 | 14 | 47 | -33  |

### Résultats
| Résultats (▼dom., ►ext.)                                   | ALA | ALM | ATH | ATM | BAR | BET | CAD | CEL | GET | GIR | GRE | LPA | MAJ | OSA | RAY | RMA | RSO | SEV | VAL | VIL |
| Deportivo Alavés                                           |     | 1-0 | 0-2 | 2-0 | 1-3 | 1-1 | 1-0 | 3-0 | 1-0 | 2-2 | 2-1 | 0-1 | 1-1 | 0-2 | 1-0 | 0-1 | 0-1 | 4-3 | 1-0 | 1-1 |
| UD Almería                                                 | 0-3 |     | 0-0 | 2-2 | 0-2 | 0-0 | 6-1 | 2-3 | 1-3 | 0-0 | 3-3 | 1-2 | 0-0 | 0-3 | 0-2 | 1-3 | 1-3 | 2-2 | 2-2 | 1-2 |
| Athletic Club                                              | 2-0 | 3-0 |     | 2-0 | 0-0 | 4-2 | 3-0 | 4-3 | 2-2 | 3-2 | 1-1 | 1-0 | 4-0 | 2-2 | 4-0 | 0-2 | 2-1 | 2-0 | 2-2 | 1-1 |
| Atlético de Madrid                                         | 2-1 | 2-1 | 3-1 |     | 0-3 | 2-1 | 3-2 | 1-0 | 3-3 | 3-1 | 3-1 | 5-0 | 1-0 | 1-4 | 2-1 | 3-1 | 2-1 | 1-0 | 2-0 | 3-1 |
| FC Barcelone                                               | 2-1 | 3-2 | 1-0 | 1-0 |     | 5-0 | 2-0 | 3-2 | 4-0 | 2-4 | 3-3 | 1-0 | 1-0 | 1-0 | 3-0 | 1-2 | 2-0 | 1-0 | 4-2 | 3-5 |
| Real Betis                                                 | 0-0 | 3-2 | 3-1 | 0-0 | 2-4 |     | 1-1 | 2-1 | 1-1 | 1-1 | 1-0 | 1-0 | 2-0 | 2-1 | 1-0 | 1-1 | 0-2 | 1-1 | 3-0 | 2-3 |
| Cadix CF                                                   | 1-0 | 1-1 | 0-0 | 2-0 | 0-1 | 0-2 |     | 2-2 | 1-0 | 0-1 | 1-0 | 0-0 | 1-1 | 1-1 | 0-0 | 0-3 | 0-0 | 2-2 | 1-4 | 3-1 |
| Celta de Vigo                                              | 1-1 | 1-0 | 2-1 | 0-3 | 1-2 | 2-1 | 1-1 |     | 2-2 | 0-1 | 1-0 | 4-1 | 0-1 | 0-2 | 0-0 | 0-1 | 0-1 | 1-1 | 1-1 | 3-2 |
| Getafe CF                                                  | 1-0 | 2-1 | 0-2 | 0-3 | 0-0 | 1-1 | 1-0 | 3-2 |     | 1-0 | 2-0 | 3-3 | 1-2 | 3-2 | 0-2 | 0-2 | 1-1 | 0-1 | 1-0 | 0-0 |
| Girona FC                                                  | 3-0 | 5-2 | 1-1 | 4-3 | 4-2 | 3-2 | 4-1 | 1-0 | 3-0 |     | 7-0 | 1-0 | 5-3 | 2-0 | 3-0 | 0-3 | 0-0 | 5-1 | 2-1 | 0-1 |
| Grenade CF                                                 | 2-0 | 1-1 | 1-1 | 0-1 | 2-2 | 1-1 | 2-0 | 1-2 | 1-1 | 2-4 |     | 1-1 | 3-2 | 3-0 | 0-2 | 0-4 | 2-3 | 0-3 | 0-1 | 2-3 |
| UD Las Palmas                                              | 2-2 | 0-1 | 0-2 | 2-1 | 1-2 | 2-2 | 1-1 | 2-1 | 2-0 | 0-2 | 1-0 |     | 1-1 | 1-1 | 0-1 | 1-2 | 0-0 | 0-2 | 2-0 | 3-0 |
| RCD Majorque                                               | 0-0 | 2-2 | 0-0 | 0-1 | 2-2 | 1-0 | 1-1 | 1-1 | 0-0 | 1-0 | 1-0 | 1-0 |     | 3-2 | 2-1 | 0-1 | 1-2 | 1-0 | 1-1 | 0-1 |
| CA Osasuna                                                 | 1-0 | 1-0 | 0-2 | 0-2 | 1-2 | 0-2 | 2-0 | 0-3 | 3-2 | 2-4 | 2-0 | 1-1 | 1-1 |     | 1-0 | 2-4 | 1-1 | 0-0 | 0-1 | 1-1 |
| Rayo Vallecano                                             | 1-0 | 0-1 | 0-1 | 0-7 | 1-1 | 2-0 | 1-1 | 0-0 | 0-0 | 1-2 | 2-1 | 0-2 | 2-2 | 2-1 |     | 1-1 | 2-2 | 1-2 | 0-1 | 1-1 |
| Real Madrid                                                | 5-0 | 3-2 | 2-0 | 1-1 | 3-2 | 0-0 | 3-0 | 4-0 | 2-1 | 2-0 | 2-0 | 2-0 | 1-0 | 4-0 | 0-0 |     | 2-1 | 1-0 | 5-1 | 4-1 |
| Real Sociedad                                              | 1-1 | 2-2 | 3-0 | 0-2 | 0-1 | 0-0 | 2-0 | 1-1 | 4-3 | 1-1 | 5-3 | 2-0 | 1-0 | 0-1 | 0-0 | 0-1 |     | 2-1 | 1-0 | 1-3 |
| Séville FC                                                 | 2-3 | 5-1 | 0-2 | 1-0 | 1-2 | 1-1 | 0-1 | 1-2 | 0-3 | 1-2 | 3-0 | 1-0 | 2-1 | 1-1 | 2-2 | 1-1 | 3-2 |     | 1-2 | 1-1 |
| Valence CF                                                 | 0-1 | 2-1 | 1-0 | 3-0 | 1-1 | 1-2 | 2-0 | 0-0 | 1-0 | 1-3 | 1-0 | 1-0 | 0-0 | 1-2 | 0-0 | 2-2 | 0-1 | 0-0 |     | 3-1 |
| Villarreal CF                                              | 1-1 | 2-1 | 2-3 | 1-2 | 3-4 | 1-2 | 0-0 | 3-2 | 1-1 | 1-2 | 5-1 | 1-2 | 1-1 | 3-1 | 3-0 | 4-4 | 0-3 | 3-2 | 1-0 |     |
| - Victoire à domicile - Match nul - Victoire à l'extérieur |     |     |     |     |     |     |     |     |     |     |     |     |     |     |     |     |     |     |     |     |

## Statistiques

### Leader par journée
La frise suivante montre l'évolution des équipes ayant successivement occupé la première place :

### Dernier par journée
La frise suivante montre l'évolution des équipes ayant successivement occupé la dernière place :

### Évolution du classement
Le tableau suivant récapitule le classement au terme de chacune des journées définies par le calendrier officiel. Les matchs joués en retard sont donc comptabilisés la journée suivant leur tenue.
L'Athletic Club, lors de sa victoire en Coupe d'Espagne, est déjà qualifié pour une Coupe d'Europe via le championnat espagnol. La place en Ligue Europa réservée au vainqueur de la Coupe d'Espagne est donc reversée au championnat espagnol. En conséquence, la 6e place du championnat d'Espagne est en désormais qualificative pour la phase de ligue de Ligue Europa et la 7e pour les barrages de qualification de Ligue Europa Conférence depuis la 31e journée.
| Journée →   | 1  | 2  | 3  | 4  | 5  | 6  | 7  | 8  | 9  | 10 | 11 | 12 | 13 | 14 | 15 | 16 | 17 | 18 | 19 | 20 | 21 | 22 | 23 | 24 | 25 | 26 | 27 | 28 | 29 | 30 | 31 | 32 | 33 | 34 | 35 | 36 | 37 | 38 | 1er | rel. |
| Équipe      |    |    |    |    |    |    |    |    |    |    |    |    |    |    |    |    |    |    |    |    |    |    |    |    |    |    |    |    |    |    |    |    |    |    |    |    |    |    |     |      |
| ----------- | -- | -- | -- | -- | -- | -- | -- | -- | -- | -- | -- | -- | -- | -- | -- | -- | -- | -- | -- | -- | -- | -- | -- | -- | -- | -- | -- | -- | -- | -- | -- | -- | -- | -- | -- | -- | -- | -- | --- | ---- |
| Alavés      | 16 | 8  | 14 | 10 | 14 | 14 | 15 | 17 | 17 | 15 | 17 | 14 | 15 | 13 | 13 | 12 | 13 | 16 | 15 | 13 | 12 | 11 | 11 | 12 | 12 | 12 | 13 | 13 | 13 | 13 | 14 | 14 | 12 | 11 | 11 | 11 | 10 | 10 |     |      |
| Almería     | 20 | 20 | 19 | 19 | 20 | 20 | 20 | 20 | 20 | 20 | 20 | 20 | 20 | 20 | 20 | 20 | 20 | 20 | 20 | 20 | 20 | 20 | 20 | 20 | 20 | 20 | 20 | 20 | 20 | 20 | 20 | 20 | 20 | 20 | 20 | 20 | 20 | 19 |     | 38   |
| Ath. Club   | 18 | 9  | 5  | 5  | 4  | 4  | 4  | 6  | 5  | 6  | 6  | 5  | 5  | 5  | 5  | 5  | 5  | 5  | 4  | 4  | 5  | 5  | 5  | 5  | 5  | 5  | 5  | 5  | 4  | 5  | 5  | 5  | 5  | 5  | 5  | 5  | 5  | 5  |     | 1    |
| Atl. Madrid | 1  | 5  | 2  | 4  | 7  | 5  | 5  | 4  | 4  | 4  | 3  | 4  | 4  | 3  | 3  | 3  | 3  | 3  | 5  | 5  | 4  | 3  | 4  | 4  | 4  | 4  | 4  | 4  | 5  | 4  | 4  | 4  | 4  | 4  | 4  | 4  | 4  | 4  | 1   |      |
| Barcelone   | 12 | 6  | 4  | 3  | 2  | 1  | 3  | 2  | 3  | 3  | 4  | 3  | 3  | 4  | 4  | 4  | 4  | 4  | 3  | 4  | 3  | 4  | 3  | 3  | 3  | 3  | 3  | 3  | 2  | 2  | 2  | 2  | 2  | 3  | 2  | 2  | 2  | 2  | 1   |      |
| Betis       | 5  | 7  | 9  | 7  | 10 | 10 | 10 | 7  | 7  | 9  | 7  | 6  | 7  | 7  | 7  | 7  | 7  | 7  | 7  | 7  | 9  | 7  | 8  | 6  | 7  | 6  | 6  | 7  | 7  | 8  | 8  | 7  | 7  | 7  | 6  | 7  | 7  | 7  |     |      |
| Cadix       | 7  | 12 | 10 | 6  | 9  | 9  | 9  | 12 | 13 | 16 | 15 | 16 | 16 | 16 | 16 | 17 | 16 | 17 | 18 | 18 | 18 | 18 | 18 | 18 | 18 | 18 | 18 | 18 | 18 | 18 | 18 | 18 | 18 | 18 | 18 | 18 | 18 | 18 |     | 21   |
| Celta       | 19 | 16 | 18 | 13 | 16 | 18 | 17 | 18 | 18 | 18 | 18 | 18 | 18 | 18 | 18 | 18 | 18 | 18 | 17 | 16 | 16 | 17 | 16 | 17 | 17 | 17 | 17 | 17 | 17 | 17 | 17 | 17 | 17 | 15 | 17 | 16 | 14 | 13 |     | 14   |
| Getafe      | 13 | 17 | 11 | 14 | 8  | 13 | 11 | 11 | 11 | 11 | 13 | 11 | 11 | 8  | 9  | 9  | 8  | 8  | 8  | 10 | 10 | 10 | 10 | 10 | 10 | 10 | 11 | 12 | 10 | 11 | 10 | 10 | 10 | 10 | 10 | 10 | 12 | 12 |     |      |
| Girona      | 10 | 4  | 3  | 2  | 3  | 2  | 1  | 3  | 2  | 2  | 2  | 1  | 1  | 2  | 2  | 1  | 1  | 2  | 2  | 1  | 1  | 1  | 2  | 2  | 2  | 2  | 2  | 2  | 3  | 3  | 3  | 3  | 3  | 2  | 3  | 3  | 3  | 3  | 8   |      |
| Grenade     | 17 | 19 | 15 | 16 | 18 | 19 | 19 | 19 | 19 | 19 | 19 | 19 | 19 | 19 | 19 | 19 | 19 | 19 | 19 | 19 | 19 | 19 | 19 | 19 | 19 | 19 | 19 | 19 | 19 | 19 | 19 | 19 | 19 | 19 | 19 | 19 | 19 | 20 |     | 35   |
| Las Palmas  | 11 | 15 | 16 | 18 | 19 | 15 | 18 | 14 | 10 | 12 | 10 | 10 | 8  | 11 | 8  | 8  | 9  | 9  | 10 | 9  | 8  | 9  | 9  | 8  | 9  | 9  | 9  | 9  | 11 | 12 | 12 | 13 | 14 | 14 | 14 | 14 | 15 | 16 |     | 3    |
| Majorque    | 9  | 14 | 17 | 17 | 15 | 16 | 16 | 16 | 15 | 17 | 16 | 17 | 17 | 17 | 17 | 15 | 15 | 14 | 14 | 14 | 14 | 15 | 17 | 16 | 16 | 16 | 15 | 15 | 14 | 15 | 15 | 16 | 16 | 17 | 15 | 17 | 17 | 15 |     |      |
| Osasuna     | 3  | 10 | 7  | 9  | 12 | 11 | 14 | 10 | 12 | 10 | 11 | 12 | 12 | 14 | 14 | 14 | 12 | 12 | 12 | 12 | 11 | 12 | 12 | 11 | 11 | 11 | 10 | 10 | 12 | 9  | 11 | 11 | 11 | 13 | 13 | 13 | 11 | 11 |     |      |
| Rayo        | 4  | 2  | 8  | 12 | 6  | 7  | 7  | 8  | 8  | 7  | 8  | 9  | 10 | 9  | 11 | 10 | 11 | 11 | 11 | 11 | 13 | 13 | 13 | 14 | 14 | 14 | 16 | 16 | 15 | 16 | 16 | 15 | 15 | 16 | 16 | 15 | 16 | 17 |     |      |
| R. Madrid   | 2  | 1  | 1  | 1  | 1  | 3  | 2  | 1  | 1  | 1  | 1  | 2  | 2  | 1  | 1  | 2  | 2  | 1  | 1  | 2  | 2  | 2  | 1  | 1  | 1  | 1  | 1  | 1  | 1  | 1  | 1  | 1  | 1  | 1  | 1  | 1  | 1  | 1  | 28  |      |
| R. Sociedad | 8  | 13 | 12 | 8  | 11 | 8  | 6  | 5  | 6  | 5  | 5  | 7  | 6  | 6  | 6  | 6  | 6  | 6  | 6  | 6  | 6  | 6  | 6  | 7  | 6  | 7  | 7  | 6  | 6  | 6  | 6  | 6  | 6  | 6  | 7  | 6  | 6  | 6  |     |      |
| Séville     | 14 | 18 | 20 | 20 | 17 | 17 | 12 | 15 | 14 | 13 | 14 | 15 | 13 | 15 | 15 | 16 | 17 | 15 | 16 | 17 | 17 | 16 | 15 | 15 | 15 | 15 | 14 | 14 | 16 | 14 | 13 | 12 | 13 | 12 | 12 | 12 | 13 | 14 |     | 3    |
| Valence     | 6  | 3  | 6  | 11 | 5  | 6  | 8  | 9  | 9  | 8  | 9  | 8  | 9  | 10 | 10 | 11 | 10 | 10 | 9  | 8  | 7  | 8  | 7  | 9  | 8  | 8  | 8  | 8  | 8  | 7  | 7  | 8  | 8  | 8  | 8  | 9  | 9  | 9  |     |      |
| Villarreal  | 15 | 11 | 13 | 15 | 13 | 12 | 13 | 13 | 16 | 14 | 12 | 13 | 14 | 12 | 12 | 13 | 14 | 13 | 13 | 15 | 15 | 14 | 14 | 13 | 13 | 13 | 12 | 11 | 9  | 10 | 9  | 9  | 9  | 9  | 9  | 8  | 8  | 8  |     |      |

En gras et italique, les équipes comptant un match en retard (exemple : 20 pour le Séville FC à l’issue de la 4e journée).

### Résultats par match
| Journée ╱ Équipe | 1 | 2 | 3 | 4 | 5 | 6 | 7 | 8 | 9 | 10 | 11 | 12 | 13 | 14 | 15 | 16 | 17 | 18 | 19 | 20 | 21 | 22 | 23 | 24 | 25 | 26 | 27 | 28 | 29 | 30 | 31 | 32 | 33 | 34 | 35 | 36 | 37 | 38 |
| ---------------- | - | - | - | - | - | - | - | - | - | -- | -- | -- | -- | -- | -- | -- | -- | -- | -- | -- | -- | -- | -- | -- | -- | -- | -- | -- | -- | -- | -- | -- | -- | -- | -- | -- | -- | -- |
| Alavés           | D | V | D | V | D | D | N | D | N | N  | D  | V  | D  | V  | N  | D  | D  | D  | N  | V  | V  | V  | D  | N  | N  | N  | D  | V  | D  | D  | D  | V  | V  | V  | N  | D  | V  | N  |
| Almería          | D | D | N | D | D | N | D | N | D | D  | D  | D  | D  | D  | N  | D  | N  | D  | D  | N  | D  | D  | D  | N  | N  | N  | D  | N  | V  | D  | N  | D  | D  | V  | D  | D  | N  | V  |
| Ath. Club        | D | V | V | N | V | V | N | D | V | D  | N  | V  | V  | N  | V  | N  | V  | V  | V  | V  | D  | N  | V  | N  | V  | D  | N  | V  | V  | D  | N  | N  | D  | V  | N  | D  | V  | V  |
| Atl. Madrid      | V | N | V | V | D | V | V | V | V | V  | V  | D  | V  | V  | D  | V  | D  | N  | V  | V  | V  | V  | N  | D  | V  | N  | V  | V  | D  | V  | V  | D  | V  | V  | V  | V  | D  | V  |
| Barcelone        | N | V | V | V | V | V | N | V | N | V  | D  | V  | V  | N  | V  | D  | N  | V  | V  | V  | V  | D  | V  | N  | V  | V  | N  | V  | V  | V  | V  | D  | V  | D  | V  | V  | V  | V  |
| Betis            | V | N | D | V | D | N | N | V | N | N  | V  | V  | N  | V  | N  | N  | N  | N  | D  | V  | D  | V  | N  | V  | N  | V  | D  | D  | D  | D  | V  | V  | N  | V  | V  | N  | D  | N  |
| Cadix            | V | D | N | V | D | N | N | D | D | D  | N  | D  | N  | D  | N  | N  | N  | N  | D  | D  | D  | N  | N  | D  | D  | N  | N  | V  | D  | V  | D  | D  | N  | D  | V  | V  | N  | D  |
| Celta            | D | N | D | V | D | D | N | D | N | D  | D  | N  | D  | N  | N  | N  | V  | D  | V  | N  | D  | D  | V  | D  | D  | N  | V  | D  | V  | N  | D  | V  | D  | V  | D  | V  | V  | N  |
| Getafe           | N | D | V | D | V | D | N | N | N | N  | N  | V  | N  | V  | D  | V  | V  | N  | D  | D  | D  | V  | N  | V  | N  | D  | N  | D  | V  | D  | N  | N  | V  | D  | D  | D  | D  | D  |
| Girona           | N | V | V | V | V | V | V | D | V | V  | V  | V  | V  | N  | V  | V  | V  | N  | V  | N  | V  | V  | N  | D  | D  | V  | D  | V  | D  | V  | D  | V  | V  | V  | N  | D  | V  | V  |
| Grenade          | D | D | V | D | D | D | N | N | N | D  | D  | D  | N  | D  | D  | N  | D  | D  | V  | D  | D  | D  | N  | N  | N  | D  | D  | D  | D  | D  | V  | N  | V  | D  | D  | D  | D  | D  |
| Las Palmas       | N | D | N | D | D | V | D | V | V | D  | V  | V  | N  | D  | V  | V  | N  | D  | D  | V  | V  | D  | N  | V  | D  | N  | N  | D  | D  | D  | D  | D  | D  | D  | D  | N  | N  | N  |
| Majorque         | N | D | D | N | V | D | N | N | N | D  | N  | D  | N  | D  | N  | V  | N  | V  | D  | N  | N  | D  | D  | V  | D  | N  | D  | D  | V  | N  | D  | D  | N  | D  | V  | N  | N  | V  |
| Osasuna          | V | D | V | D | D | N | D | V | D | V  | D  | D  | N  | D  | N  | N  | V  | D  | V  | D  | V  | N  | D  | V  | V  | N  | V  | D  | D  | V  | D  | D  | D  | D  | N  | N  | V  | N  |
| Rayo             | V | V | D | D | V | N | N | N | N | V  | N  | N  | D  | N  | D  | N  | D  | D  | V  | D  | D  | N  | D  | D  | N  | D  | N  | D  | V  | N  | N  | V  | D  | D  | N  | V  | D  | D  |
| R. Madrid        | V | V | V | V | V | D | V | V | V | N  | V  | N  | V  | V  | V  | N  | V  | V  | V  | V  | V  | V  | N  | V  | N  | V  | N  | V  | V  | V  | V  | V  | V  | V  | V  | V  | N  | N  |
| R. Sociedad      | N | N | N | V | D | V | V | V | D | V  | N  | D  | V  | V  | N  | V  | N  | N  | N  | D  | V  | N  | N  | D  | V  | D  | D  | V  | V  | V  | N  | N  | D  | V  | D  | V  | V  | D  |
| Séville          | D | D | D | D | V | N | V | D | N | N  | N  | N  | N  | D  | N  | D  | D  | V  | D  | D  | D  | N  | V  | V  | N  | D  | V  | N  | D  | V  | V  | V  | N  | V  | D  | D  | D  | D  |
| Valence          | V | V | D | D | V | N | D | D | N | V  | N  | V  | D  | N  | D  | D  | N  | V  | V  | V  | V  | D  | V  | D  | N  | V  | N  | V  | D  | N  | V  | D  | D  | D  | N  | D  | D  | N  |
| Villarreal       | D | V | D | D | V | N | D | N | D | N  | V  | D  | D  | V  | N  | D  | D  | V  | D  | D  | N  | V  | N  | N  | N  | V  | V  | V  | V  | D  | N  | V  | V  | D  | V  | V  | N  | N  |

Séries de victoires : 9
- Real Madrid (de la 28e journée à la 36e journée)

Séries de matchs sans défaite : 32
- Real Madrid (de la 7e journée à la 38e journée)

Séries de défaites : 8
- UD Las Palmas (de la 28e journée à la 35e journée)

Série de matchs sans victoire : 29
- UD Almería (de la 1re journée à la 29e journée)

| Rang | Joueur             | Club               | Buts | Pen. | MJ | Ratio |
| ---- | ------------------ | ------------------ | ---- | ---- | -- | ----- |
| 1    | Artem Dovbyk       | Girona FC          | 24   | 7    | 36 | 0,67  |
| 2    | Alexander Sørloth  | Villarreal CF      | 23   | 0    | 34 | 0,68  |
| 3    | Jude Bellingham    | Real Madrid        | 19   | 1    | 28 | 0,68  |
| 3    | Robert Lewandowski | FC Barcelone       | 19   | 4    | 35 | 0,54  |
| 5    | Ante Budimir       | CA Osasuna         | 17   | 3    | 33 | 0,52  |
| 6    | Youssef En-Nesyri  | Séville FC         | 16   | 1    | 33 | 0,48  |
| 6    | Antoine Griezmann  | Atlético de Madrid | 16   | 4    | 33 | 0,48  |
| 8    | Vinícius Júnior    | Real Madrid        | 15   | 1    | 26 | 0,58  |
| 8    | Borja Mayoral      | Getafe CF          | 15   | 4    | 27 | 0,56  |
| 8    | Álvaro Morata      | Atlético de Madrid | 15   | 0    | 32 | 0,47  |

| Source : Classement des buteurs sur le site de LaLiga. |

| Rang | Joueur             | Club          | Passes | MJ | Ratio |
| ---- | ------------------ | ------------- | ------ | -- | ----- |
| 1    | Álex Baena         | Villarreal CF | 14     | 34 | 0,41  |
| 2    | Nico Williams      | Athletic Club | 11     | 31 | 0,35  |
| 3    | Iago Aspas         | Celta de Vigo | 10     | 35 | 0,29  |
| 3    | Sávio              | Girona FC     | 10     | 37 | 0,27  |
| 5    | Raphinha           | FC Barcelone  | 9      | 28 | 0,32  |
| 5    | İlkay Gündoğan     | FC Barcelone  | 9      | 36 | 0,25  |
| 7    | Toni Kroos         | Real Madrid   | 8      | 33 | 0,24  |
| 7    | Yan Couto          | Girona FC     | 8      | 34 | 0,24  |
| 7    | Robert Lewandowski | FC Barcelone  | 8      | 35 | 0,23  |
| 7    | Artem Dovbyk       | Girona FC     | 8      | 36 | 0,22  |

| Source : Classement des passeurs sur le site de LaLiga. |

### Meilleurs gardiens
Le Trophée Zamora est décerné au gardien de but dont le ratio buts encaissés par match joué est le plus faible (le gardien doit avoir au moins disputé 28 matchs de 60 minutes).
Mise à jour : 27 mai 2024
| Rang | Joueur                | Club               | Buts | MJ | Ratio |
| ---- | --------------------- | ------------------ | ---- | -- | ----- |
| 1    | Unai Simón            | Athletic Club      | 33   | 36 | 0,92  |
| 2    | Marc-André ter Stegen | FC Barcelone       | 27   | 28 | 0,96  |
| 3    | Álex Remiro           | Real Sociedad      | 36   | 36 | 1,00  |
| 4    | Antonio Sivera        | Deportivo Alavés   | 38   | 34 | 1,12  |
| 5    | Jan Oblak             | Atletico de Madrid | 43   | 38 | 1,13  |

### Récompenses mensuelles
Les Prix LaLiga sont des récompenses officielles mensuelles décernées par la LFP aux meilleur joueur, meilleur entraîneur, meilleur jeune joueur, meilleur but et meilleur jeu du mois en LaLiga EA Sports.
| Mois      | Joueur du mois     | Joueur du mois     | Entraîneur du mois | Entraîneur du mois | Joueur U23 du mois | Joueur U23 du mois | But du mois     | But du mois        | Jeu du mois                      | Jeu du mois      | Réf. |
| Mois      | Joueur             | Club               | Entraîneur         | Club               | Joueur             | Club               | Joueur          | Club               | Joueurs                          | Club             | Réf. |
| --------- | ------------------ | ------------------ | ------------------ | ------------------ | ------------------ | ------------------ | --------------- | ------------------ | -------------------------------- | ---------------- | ---- |
| Août      | Jude Bellingham    | Real Madrid        | Carlo Ancelotti    | Real Madrid        | Lamine Yamal       | FC Barcelone       | Memphis Depay   | Atlético de Madrid | Nico Williams Gorka Guruzeta     | Athletic Club    | ,    |
| Septembre | Takefusa Kubo      | Real Sociedad      | Míchel             | Girona FC          | Javi Guerra        | Valence CF         | João Cancelo    | FC Barcelone       | Federico Valverde Fran García    | Real Madrid      | ,    |
| Octobre   | Jude Bellingham    | Real Madrid        | Diego Simeone      | Atlético de Madrid | Bryan Zaragoza     | Grenade CF         | Saúl Coco       | UD Las Palmas      | Gerard Gumbau Bryan Zaragoza     | Grenade CF       | ,    |
| Novembre  | Antoine Griezmann  | Atlético de Madrid | Míchel             | Girona FC          | Rodrygo            | Real Madrid        | Ivan Rakitić    | Séville FC         | Alberto Moleiro Kirian Rodríguez | UD Las Palmas    | ,    |
| Décembre  | Artem Dovbyk       | Girona FC          | Ernesto Valverde   | Athletic Club      | Yan Couto          | Girona FC          | Aitor Ruibal    | Real Betis         | Nico Williams Iñigo Lekue        | Athletic Club    | ,    |
| Janvier   | Kirian Rodríguez   | UD Las Palmas      | Míchel             | Girona FC          | Sávio              | Girona FC          | Jesús Areso     | CA Osasuna         | Ferran Torres João Félix         | FC Barcelone     | ,    |
| Février   | Robert Lewandowski | FC Barcelone       | Ernesto Valverde   | Athletic Club      | Johnny Cardoso     | Real Betis         | Vinícius Júnior | Real Madrid        | Álex Sola Samu Omorodion         | Deportivo Alavés | ,    |
| Mars      | Vinícius Júnior    | Real Madrid        | Marcelino          | Villarreal CF      | Pau Cubarsí        | FC Barcelone       | Lamine Yamal    | FC Barcelone       | Mikel Oyarzabal Mikel Merino     | Real Sociedad    | ,    |
| Avril     | Isco               | Real Betis         | Carlo Ancelotti    | Real Madrid        | Miguel Gutiérrez   | Girona FC          | João Félix      | FC Barcelone       | Isco Nabil Fekir                 | Real Betis       | ,    |

### Buts marqués par journée
Ce graphique représente le nombre de buts marqués lors de chaque journée.

### Autres statistiques
- Premier but de la saison :  Isi Palazón   20e pour le Rayo Vallecano contre Almería (2 - 0), le 11 août 2023 (1re journée).
- Premier but contre son camp :  Abdel Abqar   15e (csc) du Deportivo Alavés contre le Séville FC (4 - 3), le 21 août 2023 (2e journée).
- Premier penalty :
  - Transformé :  Isi Palazón   20e pour le Rayo Vallecano contre Almería (2 - 0), le 11 août 2023 (1re journée).
  - Raté :  Vedat Muriqi  41e pour le RCD Majorque contre Las Palmas (1 - 1), le 12 août 2023 (1re journée).
- Premier doublé :  Jude Bellingham   19e   60e pour le Real Madrid contre Almería (1 - 3), le 19 août 2023 (2e journée).
- Premier triplé :  Luis Suarez   41e   44e   45+1e pour Almería contre le Grenade CF (3 - 3), 1er octobre 2023 (8e journée).
- Premier quadruplé :  Alexander Sørloth   39e   48e   52e   56e pour le Villarreal CF contre le Real Madrid (4 - 4), 19 mai 2024 (37e journée).
- But le plus rapide d'une rencontre : 16 secondes
  -  Bryan Zaragoza   1re pour le Grenade CF contre le FC Barcelone (2 - 2), le 8 octobre 2023 (9e journée).
- But le plus tardif d'une rencontre : 101 minutes et 3 secondes
  -  José Luis Morales   90+12e pour le Villarreal CF contre le FC Barcelone (3 - 5), le 27 janvier 2024 (22e journée).
- Premier carton jaune :  Unai López  40e pour le Rayo Vallecano contre Almería (2 - 0), le 11 août 2023 (1re journée).
- Premier carton rouge :  Loïc Badé   81e pour le Séville FC contre Valence CF (1 - 2), le 11 août 2023 (1re journée).
- Match(es) le(s) plus violent(s) : 12 cartons
  - 11 cartons jaunes et 1 carton rouge lors d'Athletic Club - Getafe CF, le 27 septembre 2023 (7e journée).
  - 11 cartons jaunes et 1 carton rouge lors de Cadix CF - Rayo Vallecano, le 27 septembre 2023 (7e journée).
  - 11 cartons jaunes et 1 double jaune lors de RCD Majorque - Real Sociedad, le 18 février 2024 (25e journée).
- Champion d'automne : Real Madrid
- Champion : Real Madrid
- Meilleure attaque : Real Madrid (87 buts marqués).
- Pire attaque : Cadix CF (26 buts marqués).
- Meilleure défense : Real Madrid (26 buts encaissés).
- Pire défense : Grenade CF (79 buts encaissés).
- Meilleure différence de buts : Real Madrid (+61).
- Pire différence de buts : Grenade CF (-41).
- Journée de championnat la plus riche en buts : 3e, 6e et 13e journée (35 buts).
- Journée de championnat la plus pauvre en buts : 30e journée (17 buts).
- Plus grand nombre de buts dans une rencontre : 8 buts
  - 5 - 3 lors de Real Sociedad - Grenade CF, le 2 septembre 2023 (4e journée).
  - 5 - 3 lors de Girona FC - RCD Majorque, le 23 septembre 2023 (6e journée).
  - 3 - 5 lors de FC Barcelone - Villarreal CF, le 27 janvier 2024 (22e journée).
  - 4 - 4 lors de Villarreal CF - Real Madrid, 19 mai 2024 (37e journée).
- Plus large victoire à domicile : 7 buts d'écart
  - 7 - 0 lors de Girona FC - Grenade CF, le 24 mai 2024 (38e journée).
- Plus large victoire à l'extérieur : 7 buts d'écart
  - 0 - 7 lors de Rayo Vallecano - Atlético de Madrid, le 28 août 2023 (3e journée).
- Plus grand nombre de buts en une mi-temps :
  - en 1re mi-temps : 5 buts
    - Girona FC 5 - 2 UD Almería (3 - 2, 2 - 0), le 22 octobre 2023 (10e journée).

  - en 2e mi-temps : 6 buts
    - UD Almería 6 - 1 Cadix CF (0 - 1, 6 - 0), le 25 mai 2024 (38e journée).
- Plus grand nombre de buts dans une rencontre par un joueur : 4 buts
  -  Alexander Sørloth   39e   48e   52e   56e pour le Villarreal CF contre le Real Madrid (4 - 4), 19 mai 2024 (37e journée).

## Bilan de la saison
| Championnat d'Espagne de football 2023-2024    |                         |
| Champion                                       | Real Madrid (36e titre) |
| Dauphin                                        | FC Barcelone            |
| Coupes et trophées                             |                         |
| Vainqueur de la Coupe d'Espagne 2023-2024      | Athletic Club           |
| Vainqueur de la Supercoupe d'Espagne 2023-2024 | Real Madrid             |
| Qualifications continentales                   |                         |
| Ligue des champions 2024-2025                  | Real Madrid             |
| Ligue des champions 2024-2025                  | FC Barcelone            |
| Ligue des champions 2024-2025                  | Girona FC               |
| Ligue des champions 2024-2025                  | Atlético de Madrid      |
| Ligue Europa 2024-2025                         | Athletic Club           |
| Ligue Europa 2024-2025                         | Real Sociedad           |
| Ligue Conférence 2024-2025                     | Real Betis              |
| Promotions et relégations                      |                         |
| Promus en LaLiga EA Sports                     | CD Leganés              |
| Promus en LaLiga EA Sports                     | Real Valladolid         |
| Promus en LaLiga EA Sports                     | Espanyol de Barcelone   |
| Relégués en LaLiga Hypermotion                 | Cadix CF                |
| Relégués en LaLiga Hypermotion                 | UD Almería              |
| Relégués en LaLiga Hypermotion                 | Grenade CF              |

## Parcours en coupes d'Europe
Le parcours des clubs espagnols en coupes d'Europe est important puisqu'il détermine le coefficient UEFA, et donc le nombre de clubs espagnols présents en coupes d'Europe les années suivantes.

### Parcours européens des clubs
| Club               | Compétition             | Résultat                                   | Ultime(s) adversaire(s) | Ultime(s) adversaire(s) | Ultime(s) adversaire(s) |
| ------------------ | ----------------------- | ------------------------------------------ | ----------------------- | ----------------------- | ----------------------- |
| Real Madrid        | Ligue des champions     | Vainqueur                                  | Borussia Dortmund       | Borussia Dortmund       | Borussia Dortmund       |
| FC Barcelone       | Ligue des champions     | Quarts de finale                           | Paris Saint-Germain     | Paris Saint-Germain     | Paris Saint-Germain     |
| Atlético de Madrid | Ligue des champions     | Quarts de finale                           | Borussia Dortmund       | Borussia Dortmund       | Borussia Dortmund       |
| Real Sociedad      | Ligue des champions     | Huitièmes de finale                        | Paris Saint-Germain     | Paris Saint-Germain     | Paris Saint-Germain     |
| Séville FC         | Ligue des champions     | Phase de groupes                           | Arsenal FC              | PSV Eindhoven           | RC Lens                 |
| Villarreal CF      | Ligue Europa            | Huitièmes de finale                        | Olympique de Marseille  | Olympique de Marseille  | Olympique de Marseille  |
| Real Betis         | Ligue Europa            | Phase de groupes                           | Glasgow Rangers         | Sparta Prague           | Aris Limassol           |
| Real Betis         | Ligue Europa Conférence | Barrages de la phase à élimination directe | Dinamo Zagreb           | Dinamo Zagreb           | Dinamo Zagreb           |
| CA Osasuna         | Ligue Europa Conférence | Barrages                                   | Club Bruges             | Club Bruges             | Club Bruges             |
| Séville FC         | Supercoupe de l'UEFA    | Finaliste                                  | Manchester City         | Manchester City         | Manchester City         |

### Coefficient UEFA du championnat espagnol
Le classement UEFA de la fin de saison 2023-2024 permet d'établir la répartition et le nombre d'équipes pour les coupes d'Europe de la saison 2025-2026.
- Associations obtenant une place supplémentaire en Ligue des champions

| Rang 2024 | Rang 2023 | Évolution | Ligue      | 2019-2020 | 2020-2021 | 2021-2022 | 2022-2023 | 2023-2024 | Coefficient | Places en Ligue des champions | Places en Ligue des champions | Places en Ligue des champions | Places en Ligue des champions | Places en Ligue des champions | Places en Ligue Europa | Places en Ligue Europa | Places en Ligue Europa | Places en Ligue Europa | Places en Ligue Europa | Places en Ligue Conférence | Places en Ligue Conférence | Places en Ligue Conférence | Places en Ligue Conférence | Places en Ligue Conférence |
| Rang 2024 | Rang 2023 | Évolution | Ligue      | 2019-2020 | 2020-2021 | 2021-2022 | 2022-2023 | 2023-2024 | Coefficient | PL                            | TB                            | T3                            | T2                            | T1                            | PL                     | TB                     | T3                     | T2                     | T1                     | PL                         | TB                         | T3                         | T2                         | T1                         |
| --------- | --------- | --------- | ---------- | --------- | --------- | --------- | --------- | --------- | ----------- | ----------------------------- | ----------------------------- | ----------------------------- | ----------------------------- | ----------------------------- | ---------------------- | ---------------------- | ---------------------- | ---------------------- | ---------------------- | -------------------------- | -------------------------- | -------------------------- | -------------------------- | -------------------------- |
| 1         | 1         | =         | Angleterre | 18,571    | 24,357    | 21,000    | 23,000    | 17,375    | 104,303     | 4                             | -                             | -                             | -                             | -                             | 2                      | -                      | -                      | -                      | -                      | -                          | 1                          | -                          | -                          | -                          |
| 2         | 4         | +2        | Italie     | 14,928    | 16,285    | 15,714    | 22,357    | 21,000    | 90,284      | 4                             | -                             | -                             | -                             | -                             | 2                      | -                      | -                      | -                      | -                      | -                          | 1                          | -                          | -                          | -                          |
| 3         | 2         | -1        | Espagne    | 18,928    | 19,500    | 18,428    | 16,571    | 16,062    | 89,489      | 4                             | -                             | -                             | -                             | -                             | 2                      | -                      | -                      | -                      | -                      | -                          | 1                          | -                          | -                          | -                          |
| 4         | 3         | -1        | Allemagne  | 18,714    | 15,214    | 16,214    | 17,125    | 19,357    | 86,624      | 4                             | -                             | -                             | -                             | -                             | 2                      | -                      | -                      | -                      | -                      | -                          | 1                          | -                          | -                          | -                          |